# Иеремия (архиепископ Казанский)
Архиепископ Иеремия (ум. 1581) — епископ Русской православной церкви, архиепископ Казанский и Свияжский.

## Биография
По преданию, архиепископ Иеремия происходил из «московских купцов».
В монашество пострижен в Иосифо-Волоколамском монастыре.
В 1567 году Казанским архиепископом Германом возведён в сан архимандрита Спасо-Преображенского Казанского монастыря.
В 1567 году вместе с Казанским святителем архимандрит Иеремия находился в Москве и переживал все ужасы опричнины. Он же был свидетелем мученической (по одной из версий) кончины святителя Германа и совершал его погребение.
Присутствовал на соборе 1572 года, избравшем нового митрополита Антония и разрешившем Ивану IV четвёртый раз вступить в брак, и на следующем соборе 1573 года. 
В августе 1576 года архимандрит Иеремия хиротонисан во епископа Казанского с возведением в сан архиепископа.
Во время его управления Казанской епархией чудесно явилась икона Казанской Божией Матери 8 июля 1579 года.
Скончался в 1581 году. Погребён в Иосифо-Волоколамском монастыре.